# Motore a dodici cilindri contrapposti

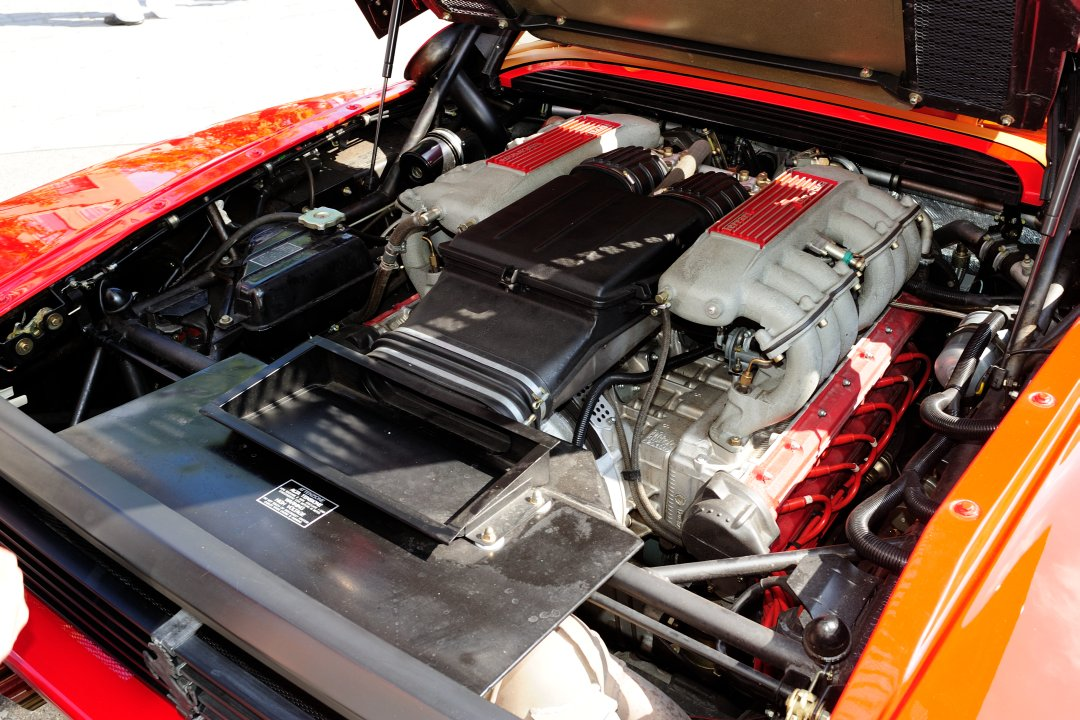
Motore centrale Ferrari Testarossa 1984-1991

Un motore a dodici cilindri orizzontali, noto anche come a dodici cilindri orizzontalmente opposti o a dodici cilindri contrapposti, è un motore a pistoni a dodici cilindri con sei cilindri su ciascun lato di un albero motore centrale.
I motori piatti a dodici cilindri sono meno comuni dei motori V12, tuttavia sono stati utilizzati in varie auto da corsa negli anni '60 e '70 e nelle vetture stradali Ferrari a motore centrale dal 1973 al 1996.

## Design
A differenza della maggior parte dei motori a due, a quattro cilindri orizzontali e sei cilindri orizzontali, i motori a dodici cilindri orizzontali in genere utilizzano la configurazione dell'albero motore di un motore a V di 180° invece di un motore boxer. Pertanto la maggior parte dei motori piatti a dodici cilindri hanno ciascuna coppia di pistoni che condivide un perno dell'albero motore, invece del design boxer di ciascun pistone che ha il proprio perno dell'albero motore.
Rispetto a un motore V12, un motore piatto a dodici cilindri ha un baricentro più basso, tuttavia un motore a dodici cilindri contrapposti è più largo, quindi è usato raramente nelle auto con motore anteriore.

## Macchine da corsa

### Formula Uno
Il primo motore a dodici cilindri contrapposti conosciuto fu costruito da Porsche nel 1947 per l'auto da corsa abbandonata Cisitalia Grand Prix. Il motore, noto come Porsche Typ 360, era sovralimentato e aveva una cilindrata di 1,5 litri. È stato costruito un motore e l'auto ha condotto test di velocità massima, tuttavia non ha mai gareggiato in nessuna gara.
Nel 1964-65, la Ferrari 512 F1 partecipò a diverse gare di Formula Uno. La 512 F1 era alimentata da un motore da 1,5 litri a dodici cilindri orizzontali e corse a fianco della Ferrari 158 con motore V8 su cui si basava. La Ferrari tornò a utilizzare motori a dodici cilindri contrapposti nel 1970, quando la Ferrari 312B passò dal motore V12 utilizzato dal suo predecessore. Successore della 312B, la Ferrari 312T fu introdotta nel 1975 e vinse i campionati di Formula Uno dal 1975 al 1979. Il successo della Ferrari 312T ha portato altri team di Formula 1 a costruire motori a dodici cilindri contrapposti, come l'Alfa Romeo 177 del 1979.
Nel 1990, il motore Subaru 1235 a dodici cilindri contrapposti fu costruito per il tentativo fallito di Subaru di competere in Formula Uno come produttore di motori.

### Corse automobilistiche sportive
Nel 1969, il prototipo di auto da corsa sportiva Porsche 917 introdusse un motore a dodici cilindri piatto raffreddato ad aria. Questo motore a dodici cilindri contrapposti era basato sul precedente motore a otto cilindri contrapposti, tuttavia utilizzava una configurazione dell'albero motore V12 invece della configurazione boxer utilizzata dal motore a otto cilindri contrapposti. Il dominio della Porsche 917 probabilmente influenzò la Ferrari, perché passò dai motori V12 ai motori a dodici cilindri contrapposti (utilizzando una configurazione boxer) per la Ferrari 312 PB, che gareggiò dal 1971-1973. L'Alfa Romeo utilizzò anche motori a dodici cilindri contrapposti nelle vetture da corsa prototipo sportive Alfa Romeo 33TT12 e Alfa Romeo 33SC12 del 1973-1976.
Per la categoria dei prototipi sportivi del 1991, Mercedes-Benz è passata da un motore V8 biturbo a un motore a dodici cilindri contrapposti aspirato per l'auto da corsa Mercedes-Benz C291. Questo motore utilizzava un design della testata con porte di scarico dove normalmente sarebbero state le porte di aspirazione (sopra il motore, rivolte verso l'alto). Le porte di aspirazione si trovano tra gli alberi a camme di aspirazione e di scarico, appena sopra le candele, rivolti verso l'esterno rispetto alla verticale. Ciò è stato fatto per consentire al motore di essere installato più in basso nel telaio. Il C291 non ebbe successo e la Mercedes si ritirò dalle corse dei prototipi sportivi dopo la stagione 1991.

## Auto di produzione
Dal 1973 al 1996, la Ferrari ha utilizzato motori a dodici cilindri contrapposti in vari modelli di produzione: la Ferrari 365 GT/4 BB del 1973-1976, la Ferrari BB 512 del 1976-1981, la Ferrari BB 512i del 1981-1984, la Ferrari Testarossa del 1984-1991, la Ferrari 512 TR del 1991-1994 e la Ferrari F512 M del 1994-1996.

## Altri usi
Durante la seconda guerra mondiale, i carri armati britannici Covenanter e Churchill erano alimentati da motori a dodici cilindri. Un altro utilizzo del veicolo militare erano le auto blindate Panhard EBR negli anni '50.
Durante gli anni '40, la Franklin Engine Company negli Stati Uniti produsse un motore per aerei a dodici cilindri contrapposti chiamato O-805-2.